# En remontant la pente
En remontant la pente (titre original : Up the Slide) est une nouvelle américaine de l'écrivain Jack London publiée aux États-Unis en 1906. En France, elle a paru pour la première fois en 1975.

## Historique
La nouvelle est publiée dans le journal Youth's Companion en octobre 1906, et n'a pas été reprise dans un recueil.

## Éditions

### Éditions en anglais
- Up the Slide, dans le journal Youth's Companion, octobre 1906.

### Traductions en français
- En remontant la pente, traduction de Jacques Parsons, in Souvenirs et aventures du pays de l’or, recueil, 10/18, 1975.
- En haut de la pente, traduction de Jacques Parsons, in Le Cornet à dés du diable, recueil, Libretto, 2014.